# Анђео мира
Анђео мира је статуа у Минхену. Направили су је Хенрих Дул, Георг Пезолд и Макс Хајлмајер. Материјал у питању је бронза, а статуа је подигнута 1896. године.

## Структура
Анђео мира је део Максимилијановог парка на источном крају видокруга који формира Prinzregentenstraße (улица). Поред Исара, мало уздигнут изнад нивоа улице, налази се отворени простор са чесмом; ово има излив делфина окружен са четири мања излива. Два степеништа воде до видиковца. Овде се налази стуб висок 38 метара у коринтском стилу, на чијем врху је шестометарска статуа Анђела мира . То је реплика Пеонијевог Нике .
Анђео мира је подсетник на 25 мирних година после француско-немачког рата 1870/71. Споменик са својим малим храмом приказује портрете немачких царева Вилхеима I, Фридриха III, Вилхелма II, баварских владара Лудвига II, Ота и Луитполда, царског канцелара Ота фон Бизмарка и генерала Хелмута фон Молткеа, Албрехта фон Рона , фон дер Тан, Јакоб фон Хартман и Зигмунд фон Пранк . У холу храма су златни мозаици који приказују алегорије рата и мира, победе и благослова културе.